# Szoncshon
Szoncshon (hangul: 선천군, Szoncshon-kun, handzsa: 宣川郡, RR: Sŏnch'ŏn-kun, ’kihirdetés patak’) megye Észak-Koreában, Észak-Phjongan (P'yŏngan) tartományban.
A megye területén 1018-ban Szondzsu (선주; 宣州, Sŏnju) néven jött létre egy település, ez tekinthető a mai megye közvetlen elődjének. 1413-ban megyévé alakult, ekkor vette fel mai nevét is első alkalommal. 1623-ban tohobu (tohobu) (도호부; 都護府), 1812-ben hjon (hyŏn) rangot kapott. A japán megszállás idején, 1914-ben neve Umne (Ŭpnae) lett, és falu (mjon (myŏn)) rangot kapott. 1918-ban visszanyerte eredeti nevét, 1939-ben pedig községi (up (ŭp)) rangra emelték. 1952 óta ismét megye.

## Földrajza
Nyugatról Tongnim (Tongrim), Északról Cshonma (Ch'ŏnma), keletről Kuszong (Kusŏng) városa és Kvakszan (Kwaksan) megye, délről pedig a Sárga-tenger (Koreában „Nyugati-tenger”) határolja. Fennhatósága alá tartozik egy Sinmido (신미도; 身彌島, Sinmido) nevet viselő sziget is.
Legmagasabb pontjai az 535 méter magas Kainbong (가인봉; 佳人峯, Kainbong) és az 532 méter magas Undzsongszan (운종산; 雲從山, Unjongsan).

## Közigazgatása
1 községből (up (ŭp)) és 24 faluból (ri (ri)) áll:
| - Szoncshon-up (선천읍; 宣川邑, Sŏnch'ŏn-ŭp) - Kobu-ri (고부리; 古府里, Kobu-ri) - Koszong-ri (고성리; 古星里, Kosŏng-ri) - Roha-ri (로하리; 路下里, Roha-ri) - Munsza-ri (문사리; 文泗里, Munsa-ri) - Pekhjon-ri (백현리; 白峴里, Paekhyŏn-ri) - Szambong-ri (삼봉리; 三峯里, Sambong-ri) - Szamszong-ri (삼성리; 三省里, Samsŏng-ri) - Szokhva-ri (석화리; 石和里, Sŏkhwa-ri) - Szonghjon-ri (송현리; 松峴里, Songhyŏn-ri) - Szucshong-ri (수청리; 水淸里, Such'ŏng-ri) - Anszang-ri (안상리; 安上里, Ansang-ri) - Jakszu-ri (약수리; 藥水里, Yaksu-ri) | - Jonbong-ri (연봉리; 延峯里, Yŏnbong-ri) - Undzsong-ri (운종리; 雲從里, Unjong-ri) - Vonbong-ri (원봉리; 圓峯里, Wŏnbong-ri) - Voncshang-ri (원창리; 院倉里, Wŏnch'ang-ri) - Volcshon-ri (월천리; 越川里, Wŏlch'ŏn-ri) - Ingok-ri (인곡리; 仁谷里, Ingok-ri) - Inam-ri (인암리; 仁巖里, Inam-ri) - Ilbong-ri (일봉리; 日峯里, Ilbong-ri) - Csanggong-ri (장공리; 長公里, Changgong-ri) - Csangjo-ri (장요리; 長腰里, Changyo-ri) - Csindo-ri (진도리; 眞島里, Chindo-ri) - Hjodzsa-ri (효자리; 孝子里, Hyoja-ri) |

## Gazdaság
Szoncshon (Sŏnch'ŏn) megye gazdasága színesfémiparra, vegyiparra és gépiparra épül. A megye területének 27%-a alkalmas földművelésre, itt rizst és gyümölcsöket termesztenek.

## Oktatás
Szoncshon (Sŏnch'ŏn) megye a Szoncshon (Sŏnch'ŏn) Pedagógusképző Egyetemnek, egy mezőgazdasági főiskolának, illetve számos általános iskolának és középiskolának ad otthont.

## Egészségügy
A megye ismeretlen számú egészségügyi intézménnyel rendelkezik, köztük saját kórházzal.

## Közlekedés
A megye közutakon Phenjan (P'yŏngyang) és Sinidzsu (Sinŭiju) felől közelíthető meg. A megye vasúti kapcsolattal rendelkezik, a Phjongi (P'yŏngŭi) vasútvonal része.